# Concierto para piano n.º 2 (Rajmáninov)

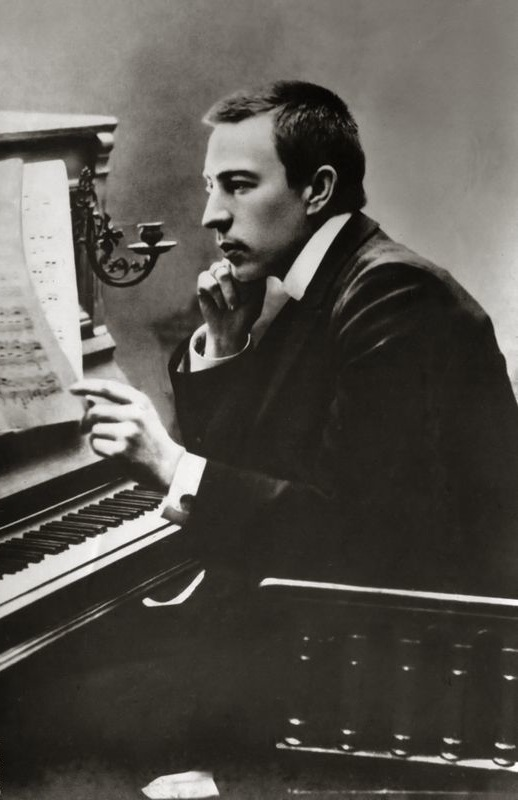
Rajmáninov a principios de la década de 1900.

El Concierto para piano n.º 2 Op. 18 en do menor es una pieza compuesta para piano y orquesta por Serguéi Rajmáninov entre el otoño de 1900 y abril de 1901. El segundo y tercer movimientos fueron interpretados por primera vez con el compositor como solista el 2 de diciembre de 1900. La obra al completo fue estrenada, también con el compositor como solista, el 27 de octubre de 1901, con su primo Aleksandr Ziloti dirigiendo. Esta obra es una de sus piezas más recordadas, y le supuso un sólido reconocimiento y fama como compositor de conciertos.

## Historia
El estreno de su Sinfonía n.º 1 en 1897, aunque hoy es reconocida como un logro importante, fue ridiculizada por las críticas. Lleno de problemas en su vida personal, Rajmáninov cayó en una depresión que duró varios años. Su segundo concierto para piano confirmó el hecho de que ya estaba totalmente recuperado de la depresión clínica y del bloqueo del escritor, que le impedían componer. El concierto fue dedicado a su médico, Nikolái Dahl, que hizo mucho para ayudarle a recuperar su confianza.

## Instrumentación
La partitura está escrita para una orquesta formada por dos flautas, dos oboes, dos clarinetes en si bemol y la, dos fagotes, cuatro trompas en fa, dos trompetas en si bemol y la,  tres trombones (dos tenores y un bajo), tuba, timbales, bombo, platillos, piano solista y sección de cuerdas.

## Estructura y análisis

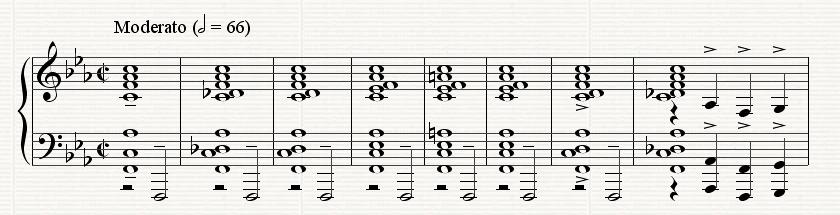
Primeros ocho compases del concierto.

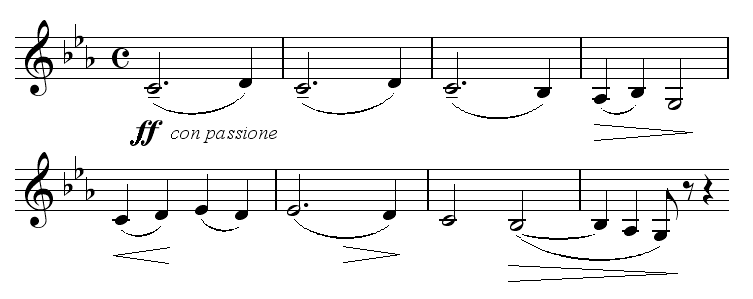
Primer tema principal interpretado por los violines.

La pieza consta de tres movimientos:
- I. Moderato
- II. Adagio sostenuto
- III. Allegro scherzando

### I.Moderato
El movimiento inicial empieza con una serie de acordes en el piano como si de toques de campana se trataran que crean tensión, finalmente llegando a un punto culminante en la introducción del primer tema. En esta primera sección, la orquesta interpreta una melodía de carácter ruso mientras que el piano realiza un acompañamiento consistente en arpegios. Tras el gran primer tema, le sigue una rápida transición hasta que se presenta el segundo tema en mi bemol mayor, mucho más lírico.
El agitado e inestable desarrollo toma motivos de ambos temas cambiando las tonalidades muy a menudo y pasa a varios instrumentos mientras una nueva idea musical se gesta lentamente. La música alcanza un gran clímax como si la obra fuera a repetir los primeros compases de la obra, pero la recapitulación va a ser bastante diferente
Mientras la orquesta repite de nuevo el primer tema, el piano, que la otra vez hacía un papel de acompañamiento, ahora toca un tema de estilo parecido al de una marcha que ya había sido presentado a medias en el desarrollo, de este modo crea un considerable reajuste en la reexposición, como en el tema principal, tocado por la orquesta que se ha convertido en acompañamiento. El resto de la recapitulación es bastante literal.

### II.Adagio sostenuto
El segundo movimiento empieza con una serie de acordes lentos con las cuerdas que modulan del do menor del anterior movimiento a mi mayor. El piano entra tocando una simple figura arpegiada. El tema es introducido por la flauta y luego pasa entre el piano y otros solistas, antes de que la música acelere a un corto clímax centrado sobre el piano. El motivo original se repite, y la música parece extinguirse, acabando con tan solo el solista.

### III.Allegro scherzando
El último movimiento empieza con una pequeña introducción orquestal que modula de mi mayor a do menor, antes de que el piano solo lo conduzca hacia el agitado primer tema. La excitación muere y el oboe y las violas introducen un tema de gran lirismo. El segundo tema está basado en el segundo tema del primer movimiento. Tras un largo periodo de desarrollo la tensión crece considerablemente. Cerca del final, Rajmáninov recupera el segundo tema en una gran y poderosa orquestación. Finalmente, una rápida coda conduce al concierto a su fin.

## En la cultura popular
Estas obras han servido de inspiración a artistas musicales de diversos géneros para crear sus propias versiones. Tanto las adaptaciones como las interpretaciones de la pieza original han sido incluidas en bandas sonoras de películas, programas de televisión, videojuegos, etc.

### Adaptaciones
- 1945 – "Full Moon and Empty Arms", canción de Frank Sinatra que es una versión del tercer movimiento del concierto.
- 1957 – "I Think of You", canción de Frank Sinatra que está basada en el primer movimiento.
- 1975 – "All by Myself", tema de Eric Carmen que está inspirada en el segundo movimiento.
- 2001 – "Space Dementia", canción del álbum Origin of Symmetry de Muse que comienza con un fragmento del primer movimiento del concierto.
- 2012 – "Dream", pieza del disco Opus 12 de Jay Chou, en la que el pianista Lang Lang toca el primer solo del primer movimiento del concierto.[8]

### Inclusión en bandas sonoras
- 1932 – Grand Hotel de Edmund Goulding.
- 1945 – Breve encuentro de David Lean, en esta película aparece el concierto de manera significativa.
- 1946 – I've Always Loved You de Frank Borzage, es el tema principal de la banda sonora de este film en la interpretación de Arthur Rubinstein.
- 1950 – September Affair de William Dieterle, aparece significativamente. En algunos momentos el tema principal del primer movimiento se mezcla con la pieza "September Song" de Kurt Weill.
- 1954 – Rapsodia de Charles Vidor, la pieza es significativa en la película ya que es tocada por un virtuoso pianista en ciernes interpretado por John Ericson.
- 1955 – The Seven Year Itch de Billy Wilder.
- 1956 – Spring on a Street Across the River (Весна на Заречной улице), película soviética en la que aparece brevemente en una emisión radiofónica interpretada por Lev Oborin.[9]
- 1964 – The World of Henry Orient de George Roy Hill, se puede escuchar brevemente en este film.
- 1996 – Shine, film de Scott Hicks en el que este concierto es interpretado.
- 1999 – Rurouni Kenshin: Tsuioku hen OST - 岩崎琢 Taku Iwasaki, aparece en la canción 02. One of these nights.
- 2006 – For Horowitz (호로비츠를 위하여), aparece al final antes de "Träumerei".
- 2007 – Nodame Cantabile, aparece de forma prominente tanto en el anime japonés como en la versión televisiva de 2008.
- 2010 – Más allá de la vida de Clint Eastwood.
- 2010 – Fairy Tail, anime en el que se emplea con frecuencia como tema.
- 2014 – Inside No. 9, serie de la BBC Two en cuyo segundo episodio "A Quiet Night In" se escucha la pieza.
- 2015 – A la mala de Pedro Pablo Ibarra.
- 2018 – El prodigio (Au bout des doigts) de Ludovic Bernard.

### Otros
- 1943 – El manantial de Ayn Rand, novela en la que se menciona el concierto.
- Es una pieza que suele ser utilizada para acompañar programas de patinaje artístico sobre hielo, como los de Midori Ito y Mao Asada entre otros.